# Zurenborgbrug
De Zurenborgbrug is een liggerbrug over de Ring rond Antwerpen in het district Berchem van de stad Antwerpen. De brug bestaat uit vier overspanningen met een totale lengte van 98 m. De brug ligt in een bocht over de ring en heeft een breedte van 26,48 m.
De brug verbindt de Wapenstilstandlaan met de R10 Binnensingel.